# Příušnice
Příušnice (lat. parotitis epidemica, parotitida) je infekční onemocnění, způsobené Paramyxoviry, nejčastěji se objevuje v dětském věku (zpravidla od 2 let věku). Nemoc se šíří podobně jako běžná chřipka, např. kapénkovou infekcí, její inkubační doba činí 12 až 21 dnů. Nemoc napadá příušní slinné žlázy, které se nacházejí mezi dolní čelistí a ušním lalůčkem v příuší (odtud pak pochází český název této nemoci), zde se taky nemoc projevuje otoky a bolestivostí. Nemoc se však občas může manifestovat i v jiných orgánech, zvláště pankreatu, CNS a ve varlatech.
Nejúčinější obranou proti tomuto onemocnění je očkování vhodnou vakcínou, v současnosti (2023) je používaná především[zdroj?] MMR vakcína.

## Klinické příznaky
Inkubační doba příušnic je 15–24 dní, průměrně 19 dní. 
Mezi klinické projevy patří horečka (někdy i vysoká) a parotitida, neboli zánět příušní slinné žlázy, který se projevuje bolestivostí, zarudnutím a zduřením, obvykle nejprve na jedné straně. Děti si často stěžují na „bolest ouška“ a bolest při jídle a pití. Průběh onemocnění je obvykle mírný a projevy spontánně vymizí. Někdy může onemocnění provázet přechodná jednostranná hluchota. 
Nemocný je infekční sedm dní před a sedm dní po otoku slinné žlázy.

## Komplikace
Mezi vzácné komplikace příušnic patří virová meningitida a encefalitida, která se projevuje bolestmi hlavy, fotofobií, zvracením a ztuhlostí krku (projev meningeálního dráždění). Mezi velmi vzácné komplikace patří zánět varlete, orchitis, obvykle jednostranný. Zánět varlete se projevuje spíše u nemocných po pubertě, a může mít závažné následky v podobě atrofie varlete (u postižení obou varlat i sterility). 
U dívek po pubertě a u žen se vzácně vyskytuje i oophoritis (zánět vaječníku). 
Další (vzácnou) komplikací může být pancreatitis (zánět pankreatu), který se projevuje bolestmi v nadbřišku, zvracením (Repetitorium prakt.lékaře, Schettler, Galén, 1995).

## Očkování
V Česku se povinné očkování provádí od roku 1987. V rámci pravidelného očkování se od roku 1995 podává kombinovaná MMR vakcína, která obsahuje (dohromady) oslabené viry spalniček, příušnic a zarděnek. 
První dávka se podává od třináctého měsíce do osmnáctého měsíce věku dítěte a přeočkování se provádí mezi 5.–6. narozeninami dítěte.

## Epidemie v ČR
V Česku se epidemie objevuje ve 2- až 5letých intervalech bez větších komplikací.
V prvních dvou měsících roku 2024 bylo v České republice zaznamenáno 223 případů nemoci.
Před zahájením očkování bývaly v tuzemsku desítky tisíc případů za rok. Například u příušnic to bylo podle zprávy SZÚ v roce 1985 přes 24,5 tisíce.